# Pegomya flavoscutellata
Pegomya flavoscutellata este o specie de muște din genul Pegomya, familia Anthomyiidae. A fost descrisă pentru prima dată de Zetterstedt în anul 1838. Conform Catalogue of Life specia Pegomya flavoscutellata nu are subspecii cunoscute.